# Stoned (chanson des Rolling Stones)
 (décembre 2022).
La mise en forme du texte ne suit pas les recommandations de Wikipédia : il faut le « wikifier ».
Les points d'amélioration suivants sont les cas les plus fréquents. Le détail des points à revoir est peut-être précisé sur la page de discussion.
- Les titres sont pré-formatés par le logiciel. Ils ne sont ni en capitales, ni en gras.
- Le texte ne doit pas être écrit en capitales (les noms de famille non plus), ni en gras, ni en italique, ni en « petit »…
- Le gras n'est utilisé que pour surligner le titre de l'article dans l'introduction, une seule fois.
- L'italique est rarement utilisé : mots en langue étrangère, titres d'œuvres, noms de bateaux, etc.
- Les citations ne sont pas en italique mais en corps de texte normal. Elles sont entourées par des guillemets français : « et ».
- Les listes à puces sont à éviter, des paragraphes rédigés étant largement préférés. Les tableaux sont à réserver à la présentation de données structurées (résultats, etc.).
- Les appels de note de bas de page (petits chiffres en exposant, introduits par l'outil «  Source ») sont à placer entre la fin de phrase et le point final[comme ça].
- Les liens internes (vers d'autres articles de Wikipédia) sont à choisir avec parcimonie. Créez des liens vers des articles approfondissant le sujet. Les termes génériques sans rapport avec le sujet sont à éviter, ainsi que les répétitions de liens vers un même terme.
- Les liens externes sont à placer uniquement dans une section « Liens externes », à la fin de l'article. Ces liens sont à choisir avec parcimonie suivant les règles définies. Si un lien sert de source à l'article, son insertion dans le texte est à faire par les notes de bas de page.
- La présentation des références doit suivre les conventions bibliographiques. Il est recommandé d'utiliser les modèles {{Ouvrage}}, {{Chapitre}}, {{Article}}, {{Lien web}} et/ou {{Bibliographie}}. Le mode d'édition visuel peut mettre en forme automatiquement les références.
- Insérer une infobox (cadre d'informations à droite) n'est pas obligatoire pour parachever la mise en page.

Pour une aide détaillée, merci de consulter Aide:Wikification.
Si vous pensez que ces points ont été résolus, vous pouvez retirer ce bandeau et améliorer la mise en forme d'un autre article.
Pour les articles homonymes, voir Stoned (homonymie).
Singles de The Rolling Stones
Come On /  I Want to Be Loved Not Fade Away / Little By Little
Stoned est une chanson des Rolling Stones parue le 1er novembre 1963 en face B du single I Wanna Be Your Man au Royaume-Uni. Première composition du groupe créditée Nanker Phelge, la chanson est une improvisation.

## Historique
Depuis la signature avec le label Decca en mai 1963, les Rolling Stones sont accompagnés du jeune publicitaire Andrew Loog Oldham, manager et producteur, et de son associé Eric Easton, chargé de défendre les intérêts financiers du groupe — Oldham étant inexpérimenté dans ce domaine. Après avoir sorti le premier single Come On en mai 1963, le groupe est invité à proposer quelque chose de nouveau pour le single suivant, afin de mieux se démarquer des formations concurrentes (Come On étant une reprise) : c'est pour cette raison que les reprises Fortune Teller et Poison Ivy, prévues pour le second single, sont refusées.
C'est dans ce contexte que le groupe interprète une composition inédite des Beatles, I Wanna Be Your Man, pour le prochain single. L'enregistrement se déroule aux studios De Lane Lea, dans le quartier de Kingsway, à Londres, le 7 octobre 1963. C'est durant cette séance, au cours d'une improvisation dérivée de Green Onions de Booker T. and the M.G.'s, que le groupe met au point un morceau intitulé Stoned. Ce blues quasi-instrumental est interprété par Brian Jones à l'harmonica et Ian Stewart au piano, avec des chants occasionnels de Mick Jagger qui récite d'une voix rauque « Stoned .... outa mah mind .... where am I at? » (« Sonné... où suis-je ? »).
À la fin de la session d'enregistrement, Oldham s'étant absenté un moment, Eric Easton en profite pour expliquer aux Rolling Stones qu'ils doivent déclarer cette composition, et à cette occasion, leur recommande sa propre société, la Southern Music, pour qu'ils puissent toucher les royalties. Le groupe accepte et décide de créditer la chanson du nom de Nanker Phelge. Ce pseudonyme évoque le nom du colocataire des Stones, James Phelge, lorsqu’ils habitaient dans le quartier d'Edith Grove à Londres, et les concours de grimaces (« nanker » signifie « grimace » en anglais) entre eux. L'année suivante, Oldham découvrira l'« arrangement » et se séparera de son associé. La dernière chanson signée Nanker Phelge sera The Under Assistant West Coast Promotion Man en 1965 qui est une critique contre le rôle des directeurs artistiques du label.

## Parution et réception
La chanson est publiée le 1er novembre 1963 au Royaume-Uni sur la face B du single I Wanna Be Your Man, qui atteint la douzième place — mieux que Come On (20e). Le single sort brièvement aux États-Unis sous le label London Records au début de 1964, mais il est rapidement retiré pour des « raisons morales ».
La chanson n'apparaît sur aucun album studio du groupe. Elle figure sur la compilation britannique No Stone Unturned en 1973, puis dans le triple album Singles Collection: The London Years en 1989 et enfin, dans le coffret Singles 1963-1965 en 2004.
Sur certaines copies du single britannique et sur certains EP vendus à l'étranger, le titre est modifié en « Stones ».

## Personnel
- Mick Jagger : Chant
- Keith Richard : Guitare
- Brian Jones : Harmonica
- Ian Stewart : Piano
- Bill Wyman : Basse
- Charlie Watts : Batterie